# Плумъс (окръг)
Плумас (на английски: Plumas) е окръг в Калифорния. Окръжният му център е град Куинси.

## География
Плумъс е с обща площ от 6769 кв.км. (2613 кв.мили).

## Население
Окръг Плумъс е с население от 20 824 души. (2000)

## Градове и градчета
Някои градове и градчета:
- Белдън
- Бъкс Лейк
- Грийнвил
- Грийнхорн
- Източен Куинси
- Кениъндем
- Клио
- Кромбърг
- Куинси
- Честър
- Си-Роуд